# Xian de Huaibin

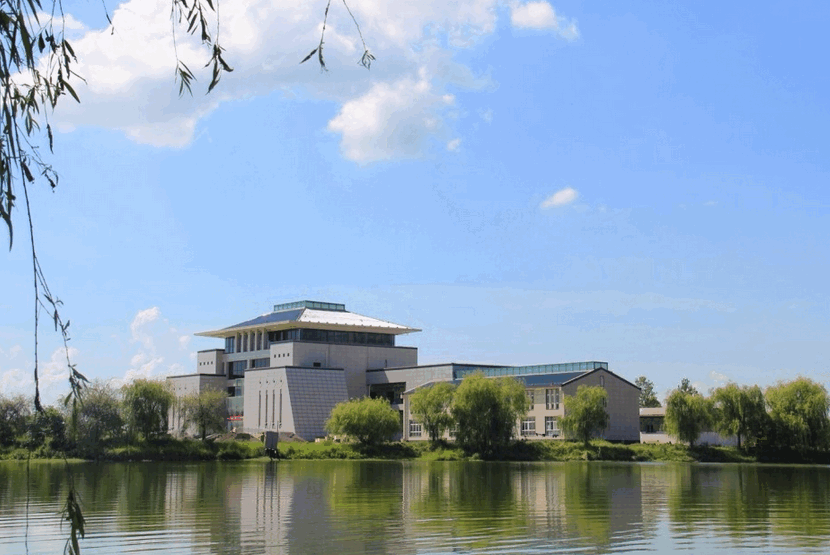

Le xian de Huaibin (淮滨县 ; pinyin : Huáibīn Xiàn) est un district administratif de la province du Henan en Chine. Il est placé sous la juridiction de la ville-préfecture de Xinyang.

## Démographie
La population du district était de 631 769 habitants en 1999.